# 克里維奇 (米亞傑利區)
克里維奇（羅馬化：Kryvičy）是白俄羅斯米亞傑利區的市級鎮，位於謝爾瓦奇河畔，距離首都明斯克139公里，2011年人口1,266。第二次世界大戰期間，納粹德國在1942年4月28日和1943年9月13日分別殺害該鎮470名和130名居民。